# 1931年度の将棋界
1931年度の将棋界（1931ねんどのしょうぎかい）では、1931年（昭和6年）4月から1932年（昭和7年）3月の将棋界に関する出来事について記述する。

## できごと

### 1931年6月
- 土居市太郎八段と木村義雄八段の「土居八段・木村八段五番将棋」の結果、木村の4勝1敗となり「木村時代」が到来[1][2]。

### 1931年月日不明
- 早稲田大学商学部の加藤治郎が「早大将棋研究会」を設立[3]。

### 1932年1月
- 7日 - 塚田正夫が四段昇段[1]。

## 昇段・引退
| 昇段 | 棋士     | 昇段日       | 注    |
| ---- | -------- | ------------ | ----- |
| 四段 | 坂口允彦 | 1931年       | [ 4 ] |
| 四段 | 上田三三 | 1931年       | [ 5 ] |
| 四段 | 塚田正夫 | 1932年1月7日 | [ 1 ] |